# Peter Törnqvist (1852–1922)
Peter Törnqvist, född 16 april 1852 i Skredsviks församling, Göteborgs och Bohus län, död 9 juni 1922 i Uddevalla, var en svensk kyrkoherde och riksdagsman. 
Törnqvist var kyrkoherde i Uddevalla församling i Göteborgs stift. Som riksdagsman var han ledamot av andra kammaren under mandatperioden 1900-1902, invald i Fjäre och Viske häraders valkrets.